# Don't Look Up
Don't Look Up (No mires arriba, en España; No miren arriba, en Hispanoamérica) es una película estadounidense de ciencia ficción y sátira política de 2021, escrita, producida y dirigida por Adam McKay. Es protagonizada por Leonardo DiCaprio y Jennifer Lawrence como dos astrónomos que intentan advertir a la humanidad sobre un cometa que se aproxima a la Tierra y que destruirá la civilización humana. El cometa es una analogía del cambio climático y la película es una sátira de la indiferencia del gobierno y los medios de comunicación ante la crisis climática. El reparto incluye a Rob Morgan, Jonah Hill, Mark Rylance, Tyler Perry, Timothée Chalamet, Ron Perlman, Ariana Grande, Scott Mescudi, Himesh Patel, Melanie Lynskey, Cate Blanchett y Meryl Streep. Grande y Mescudi también colaboraron en la canción «Just Look Up» como parte de la banda sonora de la película.
Producida por Hyperobject Industries y Bluegrass Films, la película fue anunciada en noviembre de 2019 y vendida por Paramount Pictures a Netflix varios meses después. Inicialmente, la filmación estaba programada para comenzar en abril de 2020 en todo el estado de Massachusetts, pero se retrasó hasta noviembre debido a la pandemia de COVID-19 en curso, y luego duró hasta febrero de 2021. Lawrence se convirtió en el primer miembro del elenco en unirse, y DiCaprio firmó después de mantener conversaciones con McKay sobre los ajustes al guion; el resto del elenco se agregó en 2020.
Don't Look Up tuvo un estreno limitado en cines el 10 de diciembre de 2021, antes de lanzarse en el servicio de streaming de Netflix el 24 de diciembre de 2021. Recibió reseñas mixtas de los críticos; no obstante, fue nombrada una de las diez mejores películas de 2021 por el National Board of Review y el American Film Institute. Recibió cuatro nominaciones en la 94.ª edición de los Premios Óscar, incluida la de Mejor película. También recibió cuatro nominaciones en la 79.ª edición de los Premios Globos de Oro, incluida la de Mejor película - Comedia o musical, y seis en la 27.ª edición de los Premios de la Crítica Cinematográfica, incluida la de Mejor película. Don't Look Up estableció un nuevo récord por la mayor cantidad de horas de visualización en una sola semana en Netflix y se convirtió en la segunda película más vista en Netflix dentro de los 28 días posteriores al estreno.

## Sinopsis
Kate Dibiasky, futura doctora en astronomía de la Universidad Estatal de Míchigan, trabajando con el telescopio Subaru, descubre un cometa previamente desconocido justo dentro de la órbita de Júpiter a 4,6 au del Sol. Su profesor, el Dr. Randall Mindy, calcula que impactará en la Tierra dentro de unos seis meses y es lo suficientemente grande como para causar un evento de extinción en todo el planeta, como la NASA lo confirma internamente. Acompañado por el jefe de la Oficina de Coordinación de Defensa Planetaria de la NASA, el Dr. Oglethorpe, conocido como "Teddy", junto a Dibiasky y Mindy presentan sus descubrimientos y pruebas científicas a la Casa Blanca. Son recibidos con apatía, incredulidad y desconfianza, por parte de la presidente Janie Orlean y su hijo Jason, el Jefe de Gabinete.
Oglethorpe insta a Dibiasky y Mindy a filtrar las noticias a los medios, para presionar al gobierno a buscar una alternativa, y lo hacen en un programa de entrevistas matutino. Cuando los anfitriones Jack Bremmer y Brie Evantee tratan el tema con frivolidad, Dibiasky pierde la compostura y despotrica sobre la amenaza, lo que provoca que Kate sea objeto de burlas generalizadas en línea. El novio de Dibiasky termina con ella y la denuncia públicamente, mientras Mindy recibe la aprobación pública por su físico. Las noticias reales sobre la amenaza del cometa reciben poca atención pública y son negadas por el director de la NASA a Orlean, un importante donante de Orlean sin experiencia en astronomía. Cuando Orlean se ve involucrada en un escándalo sexual con su candidato a la Corte Suprema, desvía la atención y mejora sus índices de aprobación al confirmar la amenaza del cometa y anunciar un proyecto experimental para tratar de golpear y desviar el cometa usando armas nucleares.
La misión se lanza con éxito, pero Orlean la aborta abruptamente cuando Peter Isherwell, el director general multimillonario de la empresa de tecnología BASH y otro de sus principales donantes, descubre que el cometa contiene billones de dólares en elementos de tierras raras. La Casa Blanca acuerda explotar comercialmente el cometa fragmentándolo y recuperándolo del océano utilizando una nueva tecnología propuesta por los Premios Nobel de BASH en un esquema que no ha sido objeto de revisión académica por pares. La Casa Blanca deja de lado a Dibiasky y Oglethorpe mientras contrata a Mindy como Asesor Científico nacional para cooptarlo y trabajar con él. Dibiasky intenta movilizar la oposición pública al plan, pero se rinde bajo amenazas de la administración de Orlean. Mindy se convierte en una voz destacada que aboga por las oportunidades comerciales del cometa y comienza una aventura con Evantee.
La opinión mundial está dividida entre los que exigen la destrucción del cometa, los que condenan el alarmismo y creen que extraer el cometa creará puestos de trabajo, y los que niegan que el cometa exista. Dibiasky regresa a su hogar en Illinois y comienza una relación fatalista con Yule, un ladrón que conoce en su trabajo minorista en un supermercado. Después de que la esposa de Mindy lo confronta por su infidelidad, regresa a Míchigan sin él. Mindy le pregunta a Isherwell si su tecnología podrá romper el cometa, lo que enfurece al multimillonario. Isherwell revela que su compañía tiene una tecnología tan avanzada que pueden trazar cada momento de la vida de cualquier persona hasta su muerte, e incluso predecir con precisión cuándo y cómo morirá alguien. Luego le dice a Mindy que su muerte será una de las muchas que no serán recordadas. Isherwell luego le revela a Orlean que algo llamado Bronteroc la matará, lo que no tiene ningún sentido para sus científicos. Mindy, enojado y frustrado con la administración, despotrica en la televisión en vivo, criticando a Orlean por minimizar el apocalipsis inminente y cuestionando la indiferencia de la humanidad.
Separado de la administración, Mindy se reconcilia con Dibiasky cuando el cometa se vuelve visible desde la Tierra. Mindy, Dibiasky y Oglethorpe organizan una campaña de protesta en redes sociales contra Orlean y BASH diciéndole a la gente que "simplemente mire hacia arriba" y pide a otros países que realicen sus propias operaciones de interceptación de cometas. China, India y Rusia se han quedado fuera del acuerdo de extracción de cometas, por lo que preparan su propio esfuerzo conjunto para desviar el cometa, pero una explosión destruye su nave espacial, dejando a Mindy angustiado. El intento de BASH de romper el cometa para aprovechar sus minerales también sale mal, y todos se dan cuenta de que la humanidad está condenada.
Isherwell, Orlean y otros en su círculo de élite abordan una nave espacial durmiente diseñada para encontrar un planeta similar a la Tierra, dejando atrás a Jason sin darse cuenta. Orlean llama por teléfono y le ofrece a Mindy dos lugares en la nave, pero él se niega y elige pasar una última noche con su familia, Dibiasky, Oglethorpe y Yule. Como era de esperar, el cometa golpea la Tierra, provocando un desastre mundial y desencadenando un nuevo evento de nivel de extinción.
A mitad de los créditos, las 2000 personas que abandonaron la Tierra en una nave espacial construida en secreto antes del impacto del cometa, aterrizan en un exuberante planeta alienígena 22 740 años después, poniendo fin a su sueño criogénico experimental. Salen de su nave espacial desnudos y, en su mayoría, con las manos vacías, admirando el nuevo mundo habitable. Orlean es repentinamente asesinada por una gran criatura parecida a un pájaro que ella trató como a una mascota, lo que llevó a Isherwell a asumir que ese es un Bronteroc. Luego aconseja a todos que no acaricien a los Bronterocs que se acercan.
Una escena posterior a los créditos muestra a Jason emergiendo de los escombros levantados a la atmósfera, habiendo sobrevivido al cometa, llamando a su madre, e intentando publicar en las redes sociales usando su teléfono.

## Reparto
- Leonardo DiCaprio como el Dr. Randall Mindy, astrónomo y profesor de la Universidad Estatal de Míchigan.
- Jennifer Lawrence como Kate Dibiasky, astrónoma y estudiante de doctorado bajo la dirección de Mindy, la cual descubre el cometa que se acerca a la Tierra.
- Rob Morgan como el Dr. Clayton "Teddy" Oglethorpe, jefe de la Oficina de Coordinación de Defensa Planetaria de la NASA.
- Jonah Hill como Jason Orlean, hijo de la presidenta Orlean y jefe de Gabinete.
- Mark Rylance como Peter Isherwell, millonario, fundador y CEO de la compañía tecnológica Bash.
- Tyler Perry como Jack Bremmer, presentador de TV de The Daily Rip.
- Timothée Chalamet como Yule.
- Ron Perlman como el coronel Benedict "Ben" Drask.
- Ariana Grande como la cantante Riley Bina.
- Scott Mescudi como DJ Chello, el novio de Riley Bina.
- Himesh Patel como Phillip, novio de Kate.
- Melanie Lynskey como June Mindy, esposa de Randall.
- Michael Chiklis como Dan Pawketty, presentador de TV conservador y charlatán.
- Tomer Sisley como Adul Grelio, periodista del New York Herald.
- Paul Guilfoyle como el general Scott Themes, del Departamento de Defensa.
- Robert Joy como congresista ocupante.
- Cate Blanchett como Brie Evantee, presentadora del programa de TV The Daily Rip.
- Meryl Streep como Janie Orlean, la presidenta de Estados Unidos
- Hettienne Park como la Dra. Jocelyn Calder, del Centro espacial John F. Kennedy.

Además, hay cameos de Liev Schreiber como el narrador de Bash, la periodista Ashleigh Banfield como Dalia Hensfield, Sarah Silverman como Sarah Benterman, Chris Evans como el actor Devin Peters, Ishaan Khatter como un streamer indio y el actor peruano André Silva.

## Producción

### Desarrollo
El 8 de noviembre de 2019, se anunció que Paramount Pictures distribuiría la película, con Adam McKay escribiendo, dirigiendo y produciendo bajo su productora Hyperobject Industries. El 19 de febrero de 2020, Netflix adquirió la película de Paramount.

### Guion
McKay escribió el papel de Kate Dibiasky específicamente para Jennifer Lawrence. Pasó de cuatro a cinco meses repasando ideas con Leonardo DiCaprio, ajustando el guion antes de finalmente firmar.

### Casting
El 19 de febrero de 2020, Jennifer Lawrence fue elegida para la película. El 12 de mayo de 2020 se anunció que Cate Blanchett se había unido a la película. En septiembre de 2020, Rob Morgan se unió al elenco. En octubre de 2020, se agregaron Leonardo DiCaprio, Meryl Streep, Jonah Hill, Himesh Patel, Timothée Chalamet, Ariana Grande, Scott Mescudi y Tomer Sisley. En noviembre de 2020, Tyler Perry, Melanie Lynskey y Ron Perlman se unieron al elenco. En diciembre de 2020, Chris Evans se unió al elenco. Gina Gershon, Mark Rylance y Michael Chiklis fueron revelados como parte del elenco en febrero de 2021. Paul Guilfoyle se sumó al elenco en mayo de 2021.

### Rodaje
El 19 de febrero de 2020 se anunció que el rodaje comenzaría en abril de 2020. Sin embargo, se retrasó debido a la pandemia de COVID-19. El rodaje comenzó el 18 de noviembre de 2020 en varios lugares de Boston, Massachusetts. Parte de la película tiene lugar en las ciudades de Nueva York y Boston. La película también se filmó en otras ciudades de Massachusetts, incluidas Brockton, Framingham y Westborough. El 5 de febrero de 2021, Jennifer Lawrence resultó levemente herida durante el rodaje cuando una explosión de vidrio controlada salió mal. El 18 de febrero de 2021 el rodaje finalizó.

### Estreno
El 19 de febrero de 2020, se anunció que Netflix planeaba estrenar la película en 2020. Debido a la pandemia de COVID-19, el rodaje y el lanzamiento de la película se retrasaron. Finalmente, tuvo un estreno limitado en cines el 10 de diciembre de 2021, antes de ser transmitida mundialmente en Netflix el 24 de diciembre de 2021.

## Recepción

### Respuesta crítica
En el sitio web del agregador de reseñas Rotten Tomatoes el 55% de las 89 reseñas son positivas, con una valoración media de 6,4/10. El consenso crítico del sitio web dice: "Don't Look Up es demasiado ambiciosa como para que sus disparatadas púas lleguen a buen puerto; pero la sátira de Adam McKay, repleta de estrellas, da en el blanco de la negación colectiva." El sitio web Metacritic, que utiliza una nota media ponderada, asignó a la película una puntuación de 52 sobre 100 basada en 32 críticas, indicando "críticas mixtas o medias".

### Premios y nominaciones
| Premio                                | Fecha de ceremonia      | Categoría                           | Nominado/a                    | Resultado    | Ref.   |
| ------------------------------------- | ----------------------- | ----------------------------------- | ----------------------------- | ------------ | ------ |
| AACTA International Awards            | 26 de enero de 2022     | Mejor Actriz de Reparto             | Cate Blanchett                | Pendiente    | [ 30 ] |
| American Film Institute Awards        | 7 de enero de 2022      | Top 10 Películas del año            | Don't Look Up                 | Ganadora     | [ 31 ] |
| Critics' Choice Movie Awards          | 9 de enero de 2022      | Mejor Película                      | Don't Look Up                 | Pendiente    | [ 32 ] |
| Critics' Choice Movie Awards          | 9 de enero de 2022      | Mejor Reparto                       | Reparto de Don't Look Up      | Pendiente    | [ 32 ] |
| Critics' Choice Movie Awards          | 9 de enero de 2022      | Mejor Guion Original                | Adam McKay y David Sirota     | Pendiente    | [ 32 ] |
| Critics' Choice Movie Awards          | 9 de enero de 2022      | Mejor Banda Sonora                  | Nicholas Britell              | Pendiente    | [ 32 ] |
| Critics' Choice Movie Awards          | 9 de enero de 2022      | Mejor Canción                       | "Just Look Up"                | Pendiente    | [ 32 ] |
| Critics' Choice Movie Awards          | 9 de enero de 2022      | Mejor Comedia                       | Don't Look Up                 | Pendiente    | [ 32 ] |
| Detroit Film Critics Society          | 6 de diciembre de 2021  | Mejor Película                      | Don't Look Up                 | Nominada     | [ 33 ] |
| Detroit Film Critics Society          | 6 de diciembre de 2021  | Mejor Director                      | Adam McKay                    | Nominado     | [ 33 ] |
| Detroit Film Critics Society          | 6 de diciembre de 2021  | Mejor Reparto                       | Reparto de Don't Look Up      | Nominados    | [ 33 ] |
| Detroit Film Critics Society          | 6 de diciembre de 2021  | Mejor Guion Original                | Adam McKay y David Sirota     | Ganadores    | [ 33 ] |
| Golden Globe Awards                   | 9 de enero de 2022      | Mejor Película de Comedia o Musical | Don't Look Up                 | Nominada     | [ 34 ] |
| Golden Globe Awards                   | 9 de enero de 2022      | Mejor Actor de Comedia o Musical    | Leonardo DiCaprio             | Nominado     | [ 34 ] |
| Golden Globe Awards                   | 9 de enero de 2022      | Mejor Actriz de Comedia o Musical   | Jennifer Lawrence             | Nominada     | [ 34 ] |
| Golden Globe Awards                   | 9 de enero de 2022      | Mejor Guion Original                | Adam McKay y David Sirota     | Nominados    | [ 34 ] |
| Hollywood Critics Association         | 8 de enero de 2022      | Mejor Reparto                       | Reparto de Don't Look Up      | Pendiente    | [ 35 ] |
| National Board of Review              | 3 de diciembre de 2021  | Top 10 Películas                    | Don't Look Up                 | Ganadora     | [ 36 ] |
| Hollywood Music in Media Awards       | 17 de noviembre de 2021 | Mejor banda sonora en película      | Don't Look Up                 | Ganadora     | [ 37 ] |
| Hollywood Music in Media Awards       | 17 de noviembre de 2021 | Mejor canción original en película  | "Just Look Up"                | Nominada     | [ 37 ] |
| Hollywood Music in Media Awards       | 17 de noviembre de 2021 | Mejor canción original              | "Just Look Up"                | Nominada ... | [ 37 ] |
| Las Vegas Film Critics Society Awards | 2021                    | Mejor Comedia                       | Don't Look Up                 | Ganadora     |        |
| Las Vegas Film Critics Society Awards | 2021                    | Mejor Guion Original                | Adam McKay y David Sirota     | Nominados    |        |
| Phoenix Film Critics Society Awards   | 2021                    | Top 10 Películas del año            | Don't Look Up                 | Ganadora     |        |
| New York Film Critics Online          | 2021                    | Top 10 Películas del año            | Don't Look Up                 | Ganadora     |        |
| AFI Awards, USA                       | 2022                    | Mejor Película del año              | Don't Look Up                 | Ganadora     |        |
| Premios Óscar                         | 27 de marzo de 2022     | Mejor película                      | Adam McKay y Kevin J. Messick | Nominada     | [ 38 ] |
| Premios Óscar                         | 27 de marzo de 2022     | Mejor guion original                | Adam McKay y David Sirota     | Nominados    | [ 38 ] |
| Premios Óscar                         | 27 de marzo de 2022     | Mejor montaje                       | Hank Corwin                   | Nominado     | [ 38 ] |
| Premios Óscar                         | 27 de marzo de 2022     | Mejor banda sonora                  | Nicholas Britell              | Nominado     | [ 38 ] |